# 阿提米絲5號
阿提米絲5號（英語：Artemis 5，正式名稱為）是NASA的阿提米絲計畫的第五次任務和第三次載人登月，也是蓝月着陆器的首次载人飞行，预计将于2029年9月实施。該任務將用太空發射系統火箭和猎户座飞船將四名太空人發射到月球門戶，随后两名宇航员将使用蓝月着陆器登陆月球南极。此外，阿提米絲5號還將為月球門戶提供兩個新组件。

## 任務

阿提米絲5號任务流程图

該任務將用太空發射系統火箭和獵戶座太空船把四名宇航员发射到月球门户。该任务将为月球门户提供欧洲航天局的ESPRIT加油和通信模块以及加拿大制造的机械臂系统。同时交付的还有美国航空航天局的月球地形车。
与月球门户对接后，两名宇航员将登上蓝月着陆器，同时搭载月球地形车，在月球南极着陆。这将是自阿波罗17号以来首次使用无压月球车的登月活动。计划让两名宇航员在月球表面停留大约一周，他们将在那里进行科学和探索活动。
截至2023年3月，阿提米絲5號计划不早于2029年9月实施。

## 外部連結
- Orion website （页面存档备份，存于） at nasa.gov
- Space Launch System website （页面存档备份，存于） at nasa.gov